# Joseph Mattersberger
Joseph Mattersberger (né le 13 mars 1752 à Windisch-Matrei, mort le 10 novembre 1825 à Breslau) est un sculpteur et graveur autrichien.

## Biographie
Joseph Mattersberger étudie la sculpture de 1767 à 1778 auprès de Johann Baptist von Hagenauer (de) à Salzbourg et de Joseph Bergler à Passau. Il passe ensuite six ans à approfondir ses études en Italie du Nord, notamment à Milan auprès de Giovanni Franchi ; il devient alors l'ami de Josef Bergler. Durant cette période, il réalise six figures d'apôtres primées à Rome et à Florence, 18 statues en stuc pour le grand salon de la résidence de Milan et quatre figures mythologiques colossales qu'il travaille en plâtre.
À partir de 1784, Mattersberger est au service de l'envoyé russe le prince Belosselsky-Belozersky à Dresde. La même année, à Lauchhammer, il réussit, pour le compte du comte Detlev Carl von Einsiedel (de), avec Thaddäus Ignatius Wiskotschill (de), à fondre dans le fer une ancienne figure de Bacchante coulée en cire. Au cours des années suivantes, il continue à développer la fonte du fer à Lauchhammer et crée de nombreuses représentations de la famille von Einsiedel.
À partir de 1794 environ, il est sculpteur de la cour de Catherine II à Moscou et à Saint-Pétersbourg et modèle de nombreuses statues en marbre dans les résidences impériales et les palais de plaisance.

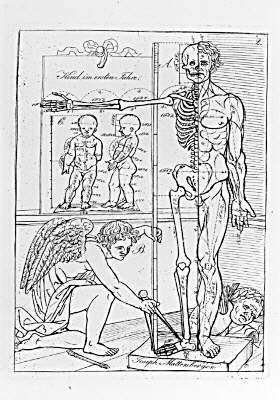
Règles de base des proportions humaines : Tableau 2 : Enfant lors de sa première année

En 1799, Mattersberger séjourne principalement à Breslau et en 1800 (en tant que professeur depuis 1805), il enseigne le modelage de l'argile et de la cire, la sculpture sur bois et le dessin d'après nature à l'Académie nationale des arts et métiers. Il y définit ses Règles de base des proportions des personnes de 1 à 24 ans selon les anciens, dans laquelle il exécute 22 figures sur onze panneaux et assigne différentes proportions aux différents groupes d'âge ; il s'inspire de représentations antiques, mais aussi de Michel-Ange, Léonard de Vinci et Raphaël. Ces tableaux sont ensuite également utilisés comme matériel pédagogique à Prague.